# فاي ماكنزي
فاي ماكنزي (بالإنجليزية: Fay McKenzie)‏ هي كاتبة سيناريو وممثلة أمريكية، ولدت في 19 فبراير 1918 بهوليوود في الولايات المتحدة. بدأت مشوارها المهني سنة 1918.

## أعمال

### أفلام
- (1961) الإفطار عند تيفاني[7]
- (1968) الحفلة

## وصلات خارجية
- فاي ماكنزي على موقع IMDb (الإنجليزية)
- فاي ماكنزي على موقع ألو سيني (الفرنسية)
- فاي ماكنزي على موقع تيرنر كلاسيك موفيز (الإنجليزية)
- فاي ماكنزي على موقع أول موفي (الإنجليزية)
- فاي ماكنزي على موقع قاعدة بيانات الأفلام السويدية (السويدية)
- فاي ماكنزي على موقع كينوبويسك (الروسية)